# Asesinato de Gwenn Story
Gwenn Marie Story (n. 23 de febrero de 1960 - Las Vegas, Nevada; 14 de agosto de 1979) fue una joven estadounidense que fue asesinada en la ciudad de Las Vegas en agosto de 1979, a los 19 años. Su cuerpo permaneció sin identificar durante 44 años antes de ser identificado mediante análisis de ADN y genealogía genética en diciembre de 2023. Antes de su identificación, Story era conocida con los apodos de «Sahara Sue» y «Jane Las Vegas Doe», ya que su cuerpo fue encontrado cerca del Hotel Sahara de Las Vegas, en la intersección de Sahara y Las Vegas Boulevard. Las investigaciones indicaban que podría haber utilizado el nombre «Shawna» o «Shauna» cuando estaba viva, aunque esto resultó ser infundado.
Story también era conocida por el hecho de que, a pesar de su corta edad, llevaba una dentadura postiza completa en la parte superior, pero le faltaba la dentadura postiza inferior.

## Descubrimiento del cuerpo
El cuerpo de Story fue encontrado boca abajo en un aparcamiento el 14 de agosto de 1979. Se estimó que había fallecido entre tres y cuatro horas antes de ser encontrada. Había recibido varias puñaladas en el abdomen. Se informó de que Story había sido vista con un hombre blanco antes del descubrimiento de su cuerpo.

## Descripción
Story era una mujer blanca con ojos marrones y cabello castaño claro ondulado. Medía 1,68 m y pesaba entre 45 y 48 kg. Se estimó que su edad oscilaba entre los 15 y los 30 años. No tenía dientes, pero llevaba al menos una dentadura postiza, ya que se encontró la pieza maxilar en su boca después de localizar el cuerpo. La pieza mandibular no se recuperó. Las uñas de sus pies y manos estaban cuidadas y pintadas con esmalte rojo.
Reconstrucción de Story realizada por Carl Koppelman, en la que se ilustran la camisa y los colgantes que llevaba.
Llevaba una camisa y vaqueros de cintura baja. Su camisa era azul y de lino, con un lazo cerca de la cintura y diseños bordados en rojo y lentejuelas. No se encontraron sus zapatos y era evidente que el asesino le había quitado parte de la ropa..

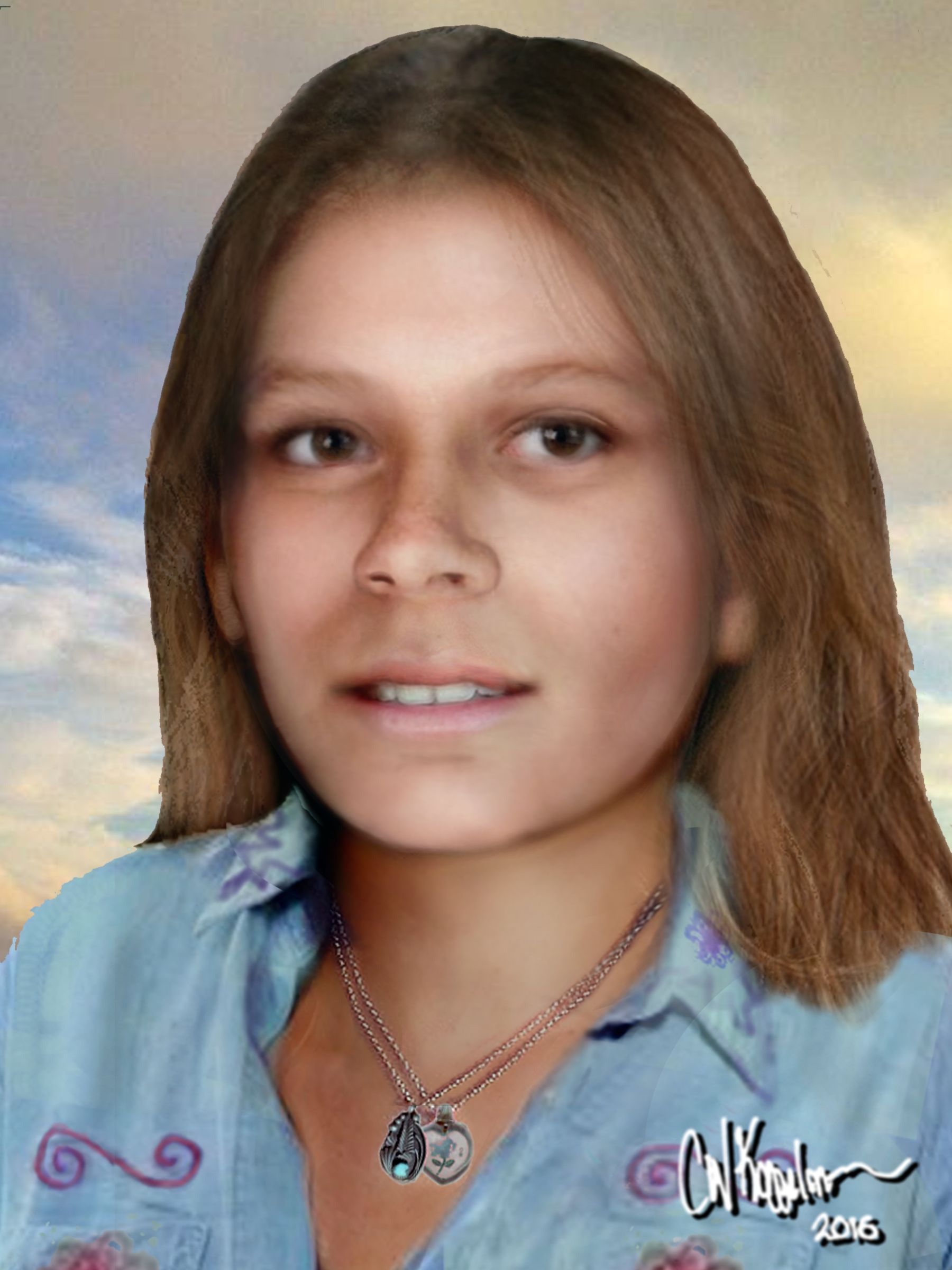
Reconstrucciones del rostro de Story realizadas por el Centro Nacional para Niños Desaparecidos y Explotados.

### Joyas
En su mano derecha llevaba un anillo de metal blanco sin ninguna piedra. Llevaba dos collares con colgantes de metal blanco. Uno de los colgantes tenía un diseño de hoja y una piedra turquesa redonda. El otro era de plástico y tenía forma de corazón con un diseño de rosa. No llevaba pendientes y sus orejas no estaban perforadas..

## Investigación
Se tomaron las huellas dactilares del cuerpo de Story y se introdujeron en las bases de datos nacionales, pero no se encontró ninguna coincidencia. Su cuerpo fue exhumado en 2003 para obtener ADN, pero tampoco se encontró ninguna coincidencia. En 2011, se analizó su ADN para ver si coincidía con el de Deborah Rae Meyer, una joven que había desaparecido en agosto de 1974. Ambas tenían dentaduras postizas y compartían similitudes, pero las pruebas demostraron que no eran la misma persona y Meyer continuó con su expediente clasificado como ‹persona desaparecida›. A través de estas formas de identificación corporal, se descartó al menos a siete personas desaparecidas como posibles identidades de Story. Se publicaron fotos de su rostro en sitios web públicos y también existen múltiples reconstrucciones de su rostro.
En 2016, la investigación arrojó varios avances importantes en el caso de la víctima. La palinología forense realizada en su ropa indicó que había pasado algún tiempo en el valle de Napa o en el Valle Central de California en algún momento antes de su asesinato. Otra pista potencial sugería que Story podría haber tenido vínculos con un parque de caravanas de la zona. Investigaciones posteriores indicaron que podría haber utilizado el nombre «Shawna» o «Shauna» y que podría haber trabajado en un Holiday Inn u otro motel de Las Vegas Boulevard.

## Identificación
En septiembre de 2022, el Departamento de Policía Metropolitana de Las Vegas presentó pruebas forenses a Othram Inc. Los científicos de Othram extrajeron con éxito el ADN y luego utilizaron la secuenciación genómica de grado forense para crear un perfil de ADN de la mujer. El equipo interno de genealogía genética forense de Othram utilizó el perfil en una búsqueda de genealogía genética para desarrollar pistas de investigación que se devolvieron a los investigadores. Los investigadores de la policía de Las Vegas continuaron su investigación utilizando estas pistas.
El 19 de diciembre de 2023, fue identificada formalmente como Story. Durante el curso de la investigación, la familia de la joven informó a los investigadores de que ella había abandonado su ciudad natal, en Cincinnati (Ohio), en el verano de 1979 con dos amigos varones para localizar a su padre biológico en California. Story nunca volvió a ponerse en contacto con su familia después de ese periodo. Sus dos amigos regresaron a Cincinnati en agosto de 1979 y le dijeron a la familia de Story que la habían dejado en Las Vegas. Los investigadores están buscando más información sobre los dos amigos de Story.